# 페초르스키군

페초르스키군의 위치

페초르스키군(러시아어: Печо́рский райо́н)은 러시아 프스코프주를 구성하는 24개 군 가운데 하나로 행정 중심지는 페초리이며 면적은 1,251km2, 인구는 22,123명, 인구 밀도는 17.68명/km2이다. 프스코프주 서부에 위치하며 서쪽으로는 에스토니아 버루주, 펄바주, 북쪽으로는 페이푸스호, 남쪽으로는 라트비아 알룩스네시, 동쪽으로는 프스콥스키군, 팔킨스키군과 접한다.

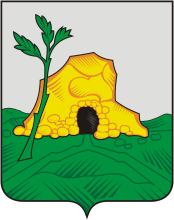
군 문장